# セツ・モードセミナー
セツ・モードセミナーは、東京都新宿区舟町にあった美術学校。創設者は長沢節。2017年4月23日に閉校した。

## 概要
画家、イラストレーター、広告、出版界、ジャーナリズム、ファッション界、美術界、実業界に多数のクリエーターを輩出し続けた。当初は長沢節が主宰し、その後、長沢節の甥が校長を務めた。

## 沿革
- 1954年（昭和29年） - 「長沢節スタイル画教室」を開く[3]。
- 1957年（昭和32年） - 麻布笄町に移転。「セツ・モードセミナー」と改称[3]。
- 1965年（昭和40年） - 新宿区舟町に新校舎を竣工[3]。以降、閉校までここを校舎とした。
- 2015年（平成27年） - 創設者・長沢節の生誕100年を機に、2017年春をもって、閉校することが発表された[2][4]。
- 2017年4月23日 - 閉校[1]。

## デッサン
主に理論よりも肉体で獲得する美術教育がなされる。授業のほとんどが実技である。デッサン（群像、コスチューム、ヌード、顔と手、石膏）、タブローを中心に描く。いわゆるリアリズムは必要とされない。美しい色面と構図が要求され画力は自ら体得するもので自主性にゆだねられる。スタイル画教室から始まっているため人物デッサンのモデルは手足の細い、あるいはすねの長い総じて痩せたいってみれば骨っぽい男女が多い。モデルには俳優・谷原章介もいた。スタイル画を学ぶため服飾学校、文化服装学院の学生、美大や美術学校の卒業者も多い。年齢層は10代から70代まで様々な生徒がデッサンに取り組む。

## タブロー
1～2週に一度、タブローとして水彩(人物・静物・風景)の授業がある。約2時間で四六半切（約25号）の紙（マーメイド紙）に主に水彩絵具（スター絵の具）を使い一気に描きあげる。短時間で瞬時の色の選択、画面の構図の判断を迫られる。描き終えると生徒の絵が一斉に並べられ合評が行われる。良い作品には"A"の称号が与えられる。"A"以外の評価は無い。"A"を貰う事と同様にここで大切な事は他の生徒のタブローの色や構図を観ること。卒業するまでに膨大な量のタブローを観ることで、絵を評価する目が養われる。そこで記憶した色や経験が生徒の中に蓄積されて社会へ出て行く。

## 卒業後
就職先の斡旋は行っていない。生徒はファイルした作品を売り込みに行くなどしてイラストレーターなどの仕事を得る。

## 自由教育
長沢節（以下セツ）は、独特のスタイル画で一世を風靡した。セツは元来、学校を創ることなど考えていなかったが、あまりにも弟子入り志願者が多いため開校。
設立以来、様々な個性を持った若者を受け入れて来ている。「美術教育に入学試験は無意味」とのセツの意向で、当初は抽選にて入学者を選抜していた。その後、先着順となった。
かつてのモンパルナスに世界中から芸術家が集い花開いたように、学生達が多くの仲間を作り影響しあい画力を上げることを大事にしていた。独自の教育理念を達成するため学校法人化を拒否。国に認可された専門学校ではなく会社法人組織の画塾である。貧乏画学生から高額なお金は取りたくないと、セツの意向で授業料は他の専門学校と比べても安かった。
セツの生き様や自由な校風に共感する若者が多数入学、日本版バウハウスと呼ばれた。感性豊かな生徒が毎年多く育っている。セツの死後もセツの残したデッサンや書籍、水彩の授業の合評会や校舎、たくさんのOBの会話などからセツの心が脈々と息づいていることを感じることができる。
インターネットが普及する以前の1990年代はイラストレーターといえば『年鑑イラストレーション』（廃刊）を見ると美大卒、桑沢デザイン研究所卒、セツ卒業者が多かった。1985年日本グラフィック展にて、芸大・美大を抑えセツ出身者が上位入賞を独占。アカデミズムに対抗するアバンギャルド的なタッチ、上品な色彩はその後セツ派とよばれる。
毎年、銀座にてアート展を開催していた。その後、開催場所は校舎に移した。

## 校舎
パリのアパートを参考に、セツがデザインした建物である。坂道を登ると、白い校舎が現れる。
吹き抜けのロビーがあり、生徒達のタブローが展示されていたほか、ファッションショーも行われていた。

## 設置学科
- 美術科（2年間・週3日）
- ファッション科
- 研究科

## コース
- 午前・午後・夜間
- 月・水・金
- 火・木・土
- 春・夏・秋・冬休み有り

## アクセス
- 都営地下鉄・曙橋駅から徒歩3分。

## 主な出身者

### 絵画
- 藍川りの
- 明石マサ・マサアカシ
- 網中いづる
- 飯野和好
- 池田和弘
- 井筒啓之
- 石川三千花
- 上田三根子
- 上野紀子
- 加藤裕将
- 河原淳
- 神沢礼江
- 木村タカヒロ
- 小林晃
- すぎやま現象
- 鈴木康司
- 鈴木博美
- 高田理香
- 田中ひろみ
- 寺門孝之
- 永井博
- 中山庸子
- 花くまゆうさく
- 引地渉
- ペーター佐藤
- 星信郎
- 穂積和夫
- 峰岸達
- メグホソキ
- 葉祥明
- 吉元由美
- 森本美由紀
- 綿谷寛
- 渡部明美
- ゆの

### 服飾
- 松田光弘
- 花井幸子
- 石津祥介
- 金子功
- ユミ・シャロー
- 浜野安宏
- 渡辺雪三郎
- 早川タケジ
- 吉田ヒロミ
- トミー・リー
- 山本耀司
- 川久保玲
- 丸山敬太
- 福田春美

### 造形
- 四谷シモン
- 金子国義

### 漫画
- 安野モヨコ
- 伊藤重夫
- いわきりなおと
- 桜沢エリカ
- バロン吉元
- 池田暁子
- 細川貂々
- 今日マチ子
- 山本夜羽音
- 中川学

### 芸能
- 樹木希林
- 藤谷美紀
- 谷原章介
- 木原光知子
- 柳家小春
- 深水龍作

### モデル
- 桐島かれん

### 音楽
- 大野真澄
- 中西俊夫
- 青木真一
- 芦野宏
- 神沢礼江
- 小山田圭吾

### その他
- ケンタロウ（料理デザイナー）
- 岩田ユキ（映画監督）
- ホンマタカシ（写真家）
- 浜野安宏（ライフスタイルプロデューサー）
- 安藤忠雄（建築家）
- 沖潤子（刺繍アーティスト）